# Thermopsis villosa
Thermopsis villosa là một loài thực vật có hoa trong họ Đậu. Loài này được (Walter) Fernald & B.G.Schub. miêu tả khoa học đầu tiên.

## Hình ảnh

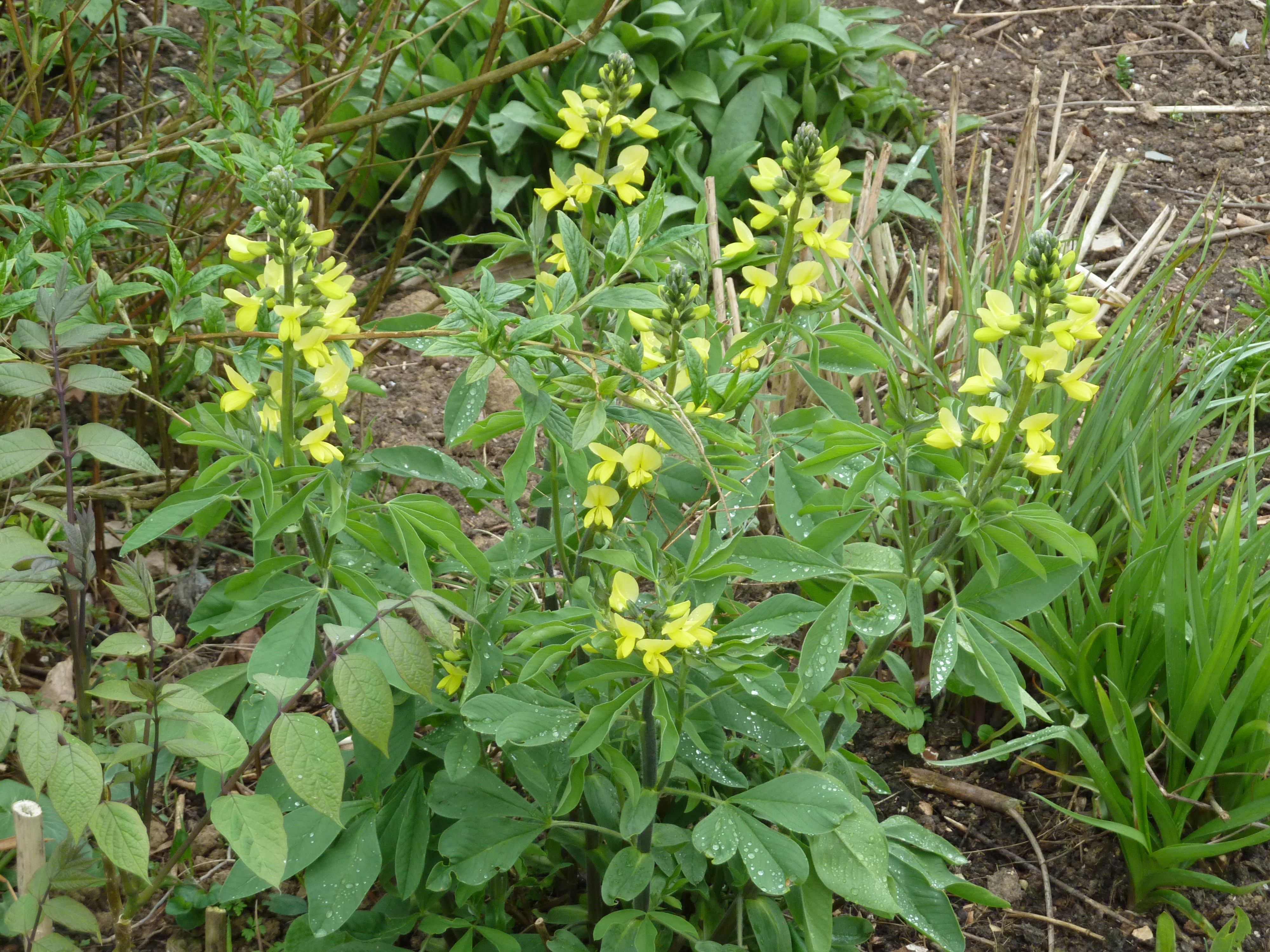